# Kovács Gergely (zongoraművész)
Kovács Gergely (Békéscsaba, 1995. február 26. –) magyar zongoraművész.

## Életútja
2007-ben nyert felvételt a Liszt Ferenc Zeneművészeti Egyetem Különleges Tehetségek Osztályába, ahol 7 évet töltött Keveházi Gyöngyi és Eckhardt Gábor kezei alatt. Tizenkét évesen megnyerte a nyíregyházi Országos Zongoraversenyt. 2013-ban az olaszországi Nemzetközi Pietro Argento Zongoraversenyen első helyezést ért el, majd elkezdett koncerteket adni Magyarországon és külföldön, Hollandiában, Belgiumban, Csehországban, Olaszországban, Németországban, Kínában, Szingapúrban és az Egyesült Államokban.
2013-ban elnyerte a Gundel Művészeti Díjat klasszikus zene kategóriában.
György Ádám magyar zongoraművész ösztöndíjasa és Akadémiáinak résztvevője. 2019-ben szerzett művész diplomát a Liszt Ferenc Zeneművészeti Egyetemen, ahol Nádor György, Eckhardt Gábor, Némethy Attila és Réti Balázs növendéke volt.
2018-ban a Budapesti Nemzetkozi Chopin Zongoraverseny II. helyezettje (I. díj nem került kiosztásra) majd Junior Prima díjjal tüntették ki. 
A Los Angelesi, Budapesti és New York-i Liszt Ferenc Nemzetközi zongoraversenyek díjazottja. Utóbbi döntőjét a Carnegie Hall Stern Auditoriumában rendezték
Repertoárját a szóló zongoraművek mellett zongoraversenyek valamint kamaraművek is alkotják.  

## Díjak
- Országos Zongoraverseny Nyíregyháza 2007 - Nagydíj
- Isidor Bajic Nemzetközi Zongoraverseny 2010, Szerbia - 3. díj
- Pietro Argento Nemzetközi Zongoraverseny 2013, Olaszország - 1. díj
- Gundel művészeti díj 2013
- Nemzetközi Chopin Zongoraverseny 2018, Budapest - 2. díj (az 1. díj nem került kiosztásra)
- Junior Prima díj 2018[3]
- Fischer Annie ösztöndíj (2019)
- Bank of China ösztöndíj (2019)
- Cziffra Tehetség - díj (2020)
- Los Angeles, Liszt Ferenc Zongoraverseny, 3. hely (2021)
- Budapest, Nemzetközi Liszt Ferenc Zongoraverseny, 3. hely és Közönségdíj (2021)
- New York, Liszt Ferenc zongoraverseny, 2022, 3. hely.